# Ana da Dinamarca
Ana da Dinamarca (Skanderborg, 12 de dezembro de 1574 – Londres, 2 de março de 1619) foi a esposa do rei Jaime VI & I e Rainha Consorte da Escócia de 1589 até sua morte, e também da Inglaterra e Irlanda a partir de 1603.
A segunda filha do rei Frederico II da Dinamarca e Sofia de Mecklemburgo-Güstrow, Ana se casou com Jaime aos catorze anos. Eles tiveram três filhos que sobreviveram à infância, incluindo o futuro rei Carlos I. Ela demonstrou ser uma rainha independente e ter uma vontade de usar as políticas escocesas de facções em seus conflitos com Jaime sobre a custódia do príncipe Henrique Frederico e do tratamento de sua amiga Beatriz Ruthven. Ana aparentemente amava o rei no início do casamento, porém o casal gradualmente se distanciou e eventualmente passaram a viver separados, apesar de manterem um grau de respeito mútuo e afeição.
Na Inglaterra, Ana mudou suas energias para patrocinar às artes e construir sua própria corte, hospedando um dos salões culturais mais ricos da Europa. Ela sofreu vários ataques de doenças depois de 1612 e gradualmente se retirou do centro da vida da corte. Apesar de ter sido relatado que Ana sempre foi uma protestante, evidências sugerem que ela se converteu ao catolicismo em algum momento de sua vida.
Historiadores tradicionalmente consideraram Ana como uma rainha sem-peso, frívola e auto-indulgente. Porém, reavaliações recentes reconheceram sua independência e, particularmente, sua significância como patrona das artes durante a era jacobita.

## Início de vida
Ana nasceu em 12 de dezembro de 1574 no Castelo de Skanderborg, Dinamarca. Seu nascimento foi um grande golpe para seu pai, o rei Frederico II, que desesperadamente esperava por um filho. Sua mãe Sofia de Mecklemburgo-Güstrow tinha apenas dezessete anos; três anos depois ela deu à luz um menino, o futuro rei Cristiano IV da Dinamarca.
Ana foi enviada para ser criada em Güstrow por seus avós maternos Isabel e Ulrico III, Duque de Mecklemburgo-Güstrow, junto com sua irmã mais velha Isabel. Ao contrário da itinerante corte dinamarquesa, onde Frederico era notório por seus banquetes grandiosos, bebedeiras e comportamento inadequado (incluindo infidelidade conjugal), Güstrow deu a Ana uma vida frugal e estável durante seus primeiros anos de vida. Cristiano também foi enviado a Güstrow em 1579, depois do Riksråd (conselho privado dinamarquês) ter conseguido pedir sua retirada da Dinamarca, com Ana e Isabel eventualmente retornando com ele.
Ana teve um crescimento familiar feliz e intimo na Dinamarca principalmente graças a sua mãe, que cuidava pessoalmente dos filhos quando estavam doentes. Pretendentes de toda a Europa procuraram as mãos de Ana e Isabel em casamento, incluindo o rei Jaime VI da Escócia, que via a Dinamarca como um reino reformado em religião e um lucrativo parceiro comercial.
A outra séria pretendente de Jaime era Catarina de Bourbon, oito anos mais velha, irmã do rei Henrique III de Navarra, que era a escolha preferida da rainha Isabel I de Inglaterra. Os embaixadores escoceses haviam primeiro concentrado-se em Isabel, porém Frederico acabou prometendo-a ao duque Henrique Júlio de Brunsvique-Luneburgo, prometendo aos escoceses "a segunda [filha] Ana, se o Rei gostar dela, ele irá tê-la".

### Noivado

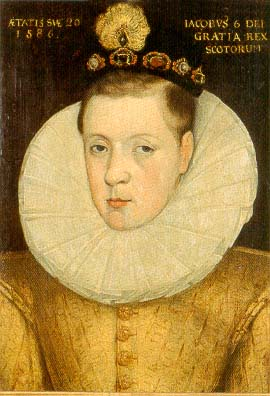
Jaime em 1586, três anos antes de seu casamento com Ana.

A posição constitucional de Sofia tornou-se difícil em 1588 com a morte de Frederico, e ela ficou envolvida em uma luta por poder contra o Riksråd pelo controle de Cristiano. Como casamenteira Sofia mostrou-se mais diligente que seu marido e, superando pontos de atrito como a quantia do dote e a situação de Órcades, conseguiu selar um acordo em julho de 1589. Ana aparentemente ficou animada com a união. O espião inglês Tomás Fowler relatou em 28 de julho de 1589 que ela estava "tão apaixonada pela Majestade do Rei como se fosse a morte para ter isso quebrado, tendo feito várias e boas provas para mostrar a afeição que sua Majestade é apto em nenhuma maneira de retribuir". A insinuação de Fowler que Jaime preferia homens foi escondida da jovem Ana, que bordou camisas para seu noivo enquanto trezentos costureiros trabalhavam em seu vestido de casamento.
Não importando a verdade dos rumores, Jaime precisava de um casamento real para continuar a linhagem da Casa de Stuart. "Deus é minha testemunha", ele explicou, "Eu poderia ter me abstido mais tempo do que o bem-estar do meu país poderia ter permitido, [não tivesse] o meu atraso criados nos seios de muitos um grande ciúme da minha incapacidade, como se eu fosse um estoque estéril". Ana se casou por procuração com Jaime em 20 de agosto de 1589 no Castelo de Kronborg, com Jorge Keith, 5.º Conde Marischal e representante do rei, deitando-se ao lado de Ana na cama matrimônial ao final da cerimônia.

### Casamento
Ana partiu para a Escócia dez dias depois, porém sua frota foi afligida por vários infortúnios: em duas ocasiões em Helsingør os canhões navais dispararam e feriram ou mataram pessoas próximas e tripulantes, tempestades atrapalharam a viagem, dois navios que a acompanhavam colidiram, seu navio Gideon teve vários vazamentos e foi obrigado a parar na Noruega para realizar reparados, porém começou a vazar novamente mais tarde e as tripulações começaram a ficar inseguras quanto a viagem. Eles foram forçados a voltar para a costa da Noruega, de onde ela viajou para Oslo por terra acompanhada por Keith e outros embaixadores escoceses e dinamarqueses.

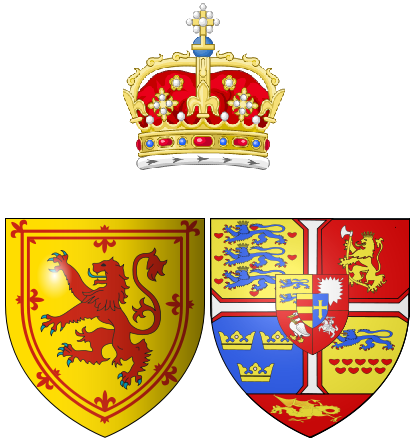
Brasão de Ana como rainha consorte da Escócia.

A 12 de Setembro Lord Dingwall desembarca em Leith, reportando que "tinha vindo na companhia da frota da rainha durante trezentas milhas e foi deles separado por uma grande tempestade: temia-se que a rainha estivesse em perigo nos mares."  Alarmado, Jaime apela a jejum nacional e orações publicas, fica de vigília no estuário de Forth pela chegada da rainha, escreve várias canções, comparando, numa delas, a situação que vivia ao apuro de Hero e envia um pequeno destacamento para procurar Ana, levando consigo uma carta escrita para ela em francês: "Só aquele que me conhece tão bem como o seu reflexo no espelho poderia expressar, minha adorada, os terrores que tenho passado por causa dos ventos contrários e tempestades violentas que enfrenta desde que embarcou..."  Informado em Outubro de que os dinamarqueses cessariam travessias marítimas pelo inverno e, naquilo que Willson chama de "o único episódio romântico da sua vida", Jaime parte de Leith com uma frota de trezentos homens para ir buscar a sua rainha em pessoa, tendo chegado a Oslo no dia 19 de Novembro depois de ter viajado por terra desde Flekkefjord. Segundo um relato escocês, Jaime apresentou-se a Ana "com botas e tudo" e, desarmando-a dos seus protestos, deu-lhe um beijo à maneira escocesa.
Ana e Jaime casam-se formalmente no Palácio do Velho Bispo em Oslo a 23 de Novembro de 1589, "com todo o esplendor possível que permitia a altura e o lugar."  Para que tanto o noivo como a noiva compreendessem a cerimónia, o ministro David Lindsay conduz o serviço em francês, descrevendo Ana como "uma princesa tanto pura como bonita (...) dá grande consentimento a sua majestade."  Segue-se um mês de celebrações e, a 22 de Dezembro, depois de cortar a sua comitiva para cinquenta membros, Jaime visita os seus novos parentes no Castelo de Kronborg em Elsinore onde os recém-casados são recebidos pela rainha-viúva Sofia, Cristiano IV, de doze anos e os seus quatro regentes. O casal viaja para Copenhaga a 7 de Março onde participa na cerimónia de casamento da irmã mais velha de Ana, Isabel, partindo dois dias depois para a Escócia. Chegam a Leith a 1 de Maio e, cinco dias depois, Ana faz a sua entrada de estado em Edimburgo numa carruagem de ouro trazida da Dinamarca e com Jaime a cavalgar a seu lado.

### Coroação
Ana é coroada no dia 17 de Maio de 1590 na Abadia de Holyrood na primeira coroação protestante da história escocesa. Durante a cerimónia de sete horas, o seu vestido foi aberto pela condessa de Mar para que o padre Robert Bruce vertesse "uma boa quantidade de óleo" em "partes do seu seio e braço", tornando-a assim rainha. (os padres da igreja escocesa mostram-se completamente contra este elemento da cerimónia, considerando-o um ritual pagão e judeu, mas Jaime insistia que este tinha a sua origem no Velho Testamento.)  O rei entregou a coroa ao chanceler Maitland que a colocou na cabeça de Ana. Depois Ana pronunciou um juramento onde prometia defender a verdadeira religião, a veneração a Deus e "opor-se e desprezar todas as superstições papistas e qualquer cerimónia ou ritual contrários à palavra de Deus." 

## Relação com Jaime

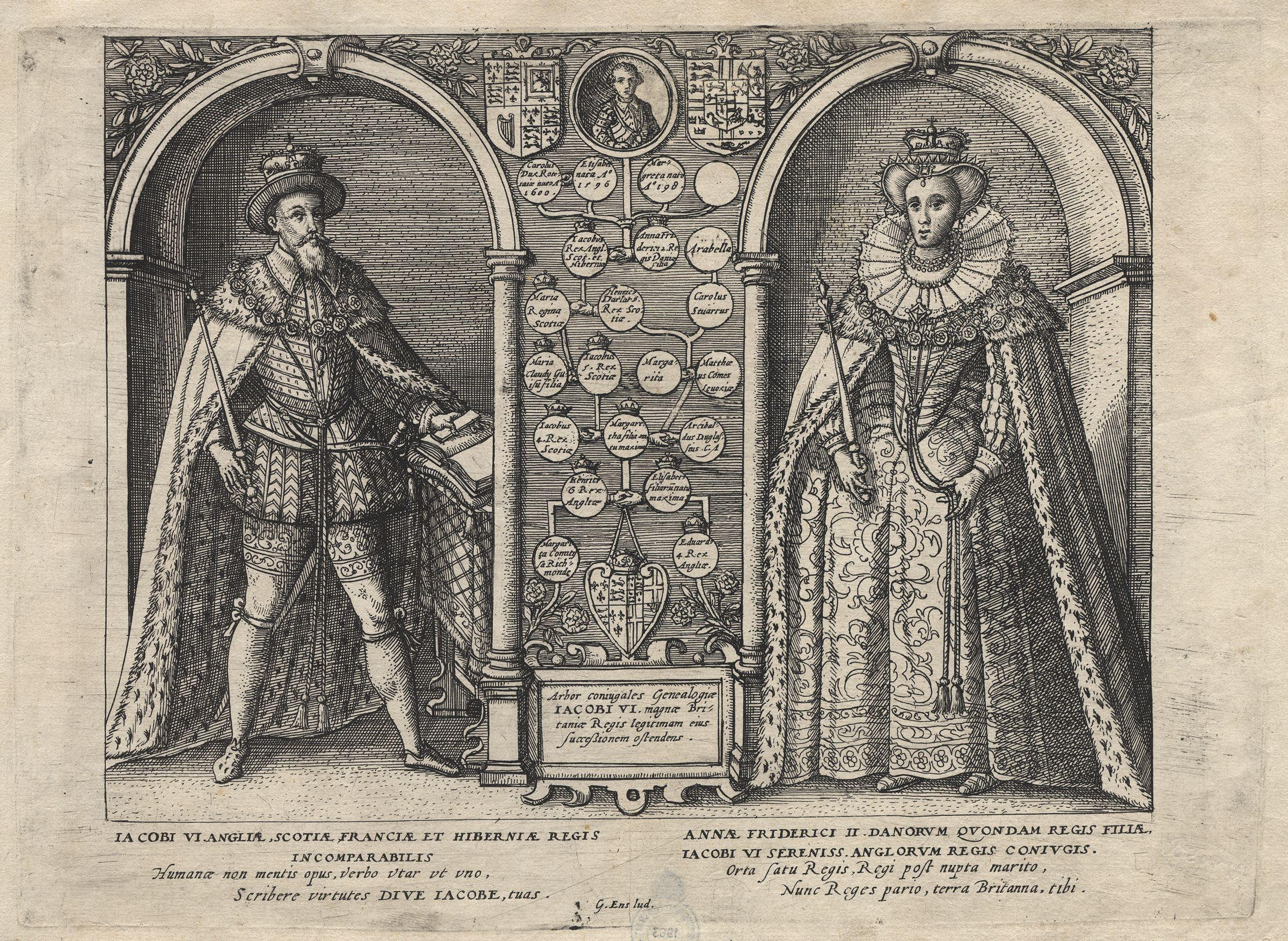
Jaime I e Ana da Dinamarca com o filho mais velho, Henrique Frederico.

Segundo todos os relatos da época, Jaime teria, a principio, ficado enfeitiçado pela sua noiva, mas esta paixão evapora-se rapidamente e o casal passa a discutir frequentemente apesar de nos primeiros anos de casamento Jaime ter tratado Ana com paciência e afecto. Entre 1593 e 1595 Jaime tem uma relação com Anne Murray, depois Lady Glamis, a quem se dirigiu em verso como "minha amante e meu amor"; e a própria rainha Ana passa também a ser alvo de boatos escandalosos. Em Basilikon Doron, escrito pelo rei entre 1597 e 1598, Jaime descreve o casamento como "o maior tormento ou miséria terrena que pode acontecer a um homem." 
Desde o primeiro momento do casamento que Ana é colocada sob pressão para dar um herdeiro masculino a Jaime e à Escócia, mas os anos de 1591 e 1592 passam sem sinais de uma gravidez, levando a que as calúnias sobre o gosto de Jaime por companhia masculina e trazendo sussurros contra Ana "pois ela se demonstra ainda sem criança."  Assim, há um grande alívio quando, a 19 de Fevereiro de 1594, Ana dá à luz o seu primeiro filho, o príncipe Henrique Frederico.

### Custódia do príncipe Henrique
Ana é rapidamente informada de que não terá qualquer influência na educação do seu filho. Jaime escolhe a sua antiga ama, Helen Little, como chefe do berçário e Henrique é colocado no mesmo berço de carvalho que tinha pertencido ao seu pai. Para angústia de Ana, Jaime insiste em enviar o filho para o Castelo de Stirling sob os cuidados do conde de Mar para cumprir a tradição escocesa.
Em finais de 1594, Ana começa uma campanha furiosa pela custódia de Henrique, recrutando uma facção de apoiantes da sua causa, incluindo o chanceler John Maitland de Thirlestane. Temendo até onde Ana poderia ir, Jaime exigiu que Mar prometesse por escrito que nunca entregaria Henrique a ninguém excepto se tivesse ordens para o fazer vindas da própria boca do rei, "porque na segurança do meu filho está a minha segurança", e nunca entregar Henrique à rainha, nem no caso da sua própria morte. Ana exige que o assunto seja levado ao Conselho, mas Jaime recusa-se a fazê-lo. Depois de várias cenas publicas em que Jaime a reduz a lágrimas por causa deste assunto, Ana fica tão perturbada que em Julho de 1595 sobre um aborto espontâneo. A partir desse momento, Ana abandona a sua campanha, mas acredita-se que os danos no casamento foram incuráveis. Em Agosto de 1595, John Colville escreve: "Não há nada mais senão ódio escondido com dissimulação astuta entre o rei e a rainha, cada um tentando com desrespeito superar o outro." 
Ana encontra uma tentativa tardia de recuperar a custódia do filho em 1603, quando Jaime parte para Londres com o conde de Mar para assumir o trono inglês após a morte da rainha Isabel I. Grávida na altura, Ana viaja até Stirling acompanhada por uma força de nobres "bem posicionados" com a intenção de retirar de lá Henrique de nove anos que mal a tinha visto nos cinco anos anteriores; mas a mãe e o irmão de Mar não permitiram que a rainha entrasse no castelo com mais de dois acompanhantes. A inflexibilidade dos guardiões de Henrique deixa-a tão furiosa que Ana sofre outro aborto: segundo David Calderwood, a rainha "foi para a cama enfurecida e deu à luz uma criança no dia dez de Maio." 
Quando o conde de Mar regressa com instruções de Jaime ordenando que Ana se juntasse a ele em Inglaterra, a rainha escreve ao marido, dizendo que se recusava a fazê-lo a não ser que tivesse custódia de Henrique. Esta "acção maternal forçosa" como a descreveu a historiadora Pauline Croft, obriga finalmente Jaime a ceder apesar de desaprovar a atitude de Ana e descrever o seu comportamento numa carta a Mar como "teimoso". Após uma breve convalescencia do seu aborto, Ana viaja contrariada para sul com o príncipe Henrique, causando sensação em Inglaterra. Lady Anne Clifford reporta que ela e a sua mãe matam três cavalos na pressa de ver a rainha e que quando Jaime se encontra com Ana perto de Windsor "havia um número infinito de senhores e senhores e uma corte tão grande que acho que nunca vi nada parecido outra vez." 

### Zangas matrimoniais

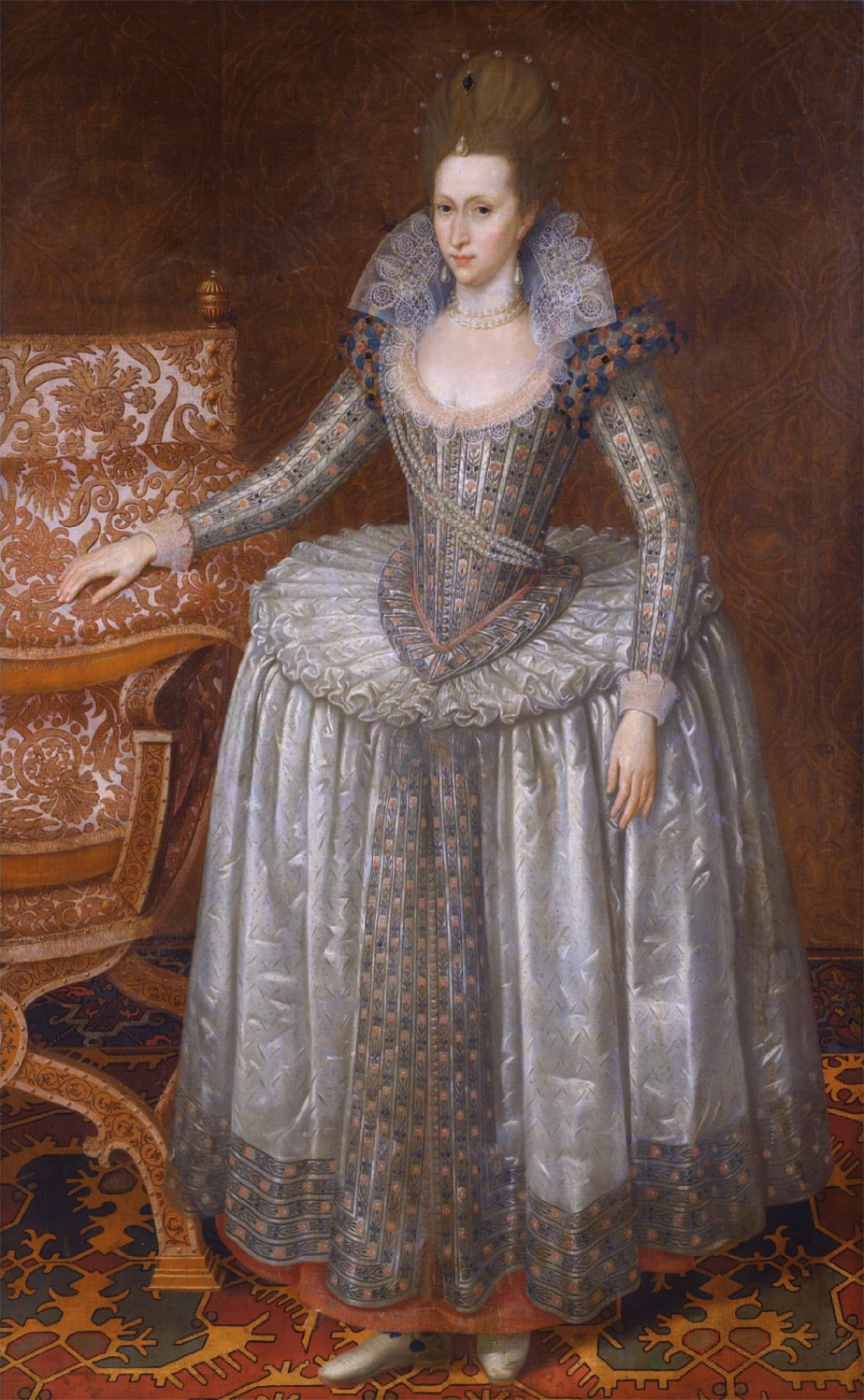
Ana em 1605 por John de Critz

Os observadores da época notam vários incidentes de discórdia matrimonial entre Ana e Jaime. A chamada Conspiração de Gowrie em 1600, na qual o jovem conde de Gowrie, John Ruthven, e o seu irmão Alexander Ruthven são mortos por criados de Jaime por supostamente terem atacado o rei, levando à expulsão das suas irmãs Beatrix e Barbara Ruthven como damas-de-companhia de Ana que tinha delas "o maior crédito". A rainha, grávida de cinco meses, recusa-se a sair da cama a não ser que as suas damas sejam chamadas de volta e passou também dois dias sem comer. Quando Jaime a tenta forçar, a rainha avisa-o para ter cuidado com a forma como a trata já que ela não é o conde de Gowrie. Jaime acalma-a temporariamente, pagando a um famoso acrobata para a entreter, mas ela nunca desiste e o seu apoio incansável pelos Ruthvens nos três anos seguinte é levado suficientemente a sério pelo governo para ser visto como um problema de segurança. Em 1602, depois de se descobrir que Ana tinha feito Beatrix Ruthven passar clandestinamente para Holyrood, Jaime examina minuciosamente a casa; em 1603 Jaime cede finalmente à campanha de Ana e providencia Beatrix Ruthven com uma pensão de 200 libras por ano.
Ocorre uma breve confrontação em 1613 quando Ana dispara acidentalmente contra o cão preferido de Jaime depois de uma caçada; após a sua fúria inicial, Jaime acaba por resolver a disputa oferecendo um diamante no valor de 2000 libras à sua esposa em memória do cão que se chamava “Jewel” (jóia em inglês). Em 1603, Jaime tem uma discussão com Ana sobre os criados da sua casa inglesa, enviando-lhe mensagem onde diz que “sua majestade viu a sua contínua obstinação de forma horrenda.”  Por sua vez, Ana  mostra-se contra o abuso excessivo de Jaime com a bebida: em 1604 confidencia a um diplomata francês que “o rei bebe tanto e comporta-se se forma tão desfavorável em todos os aspectos que espero um resultado prematuro e infeliz." 

### Vidas separadas

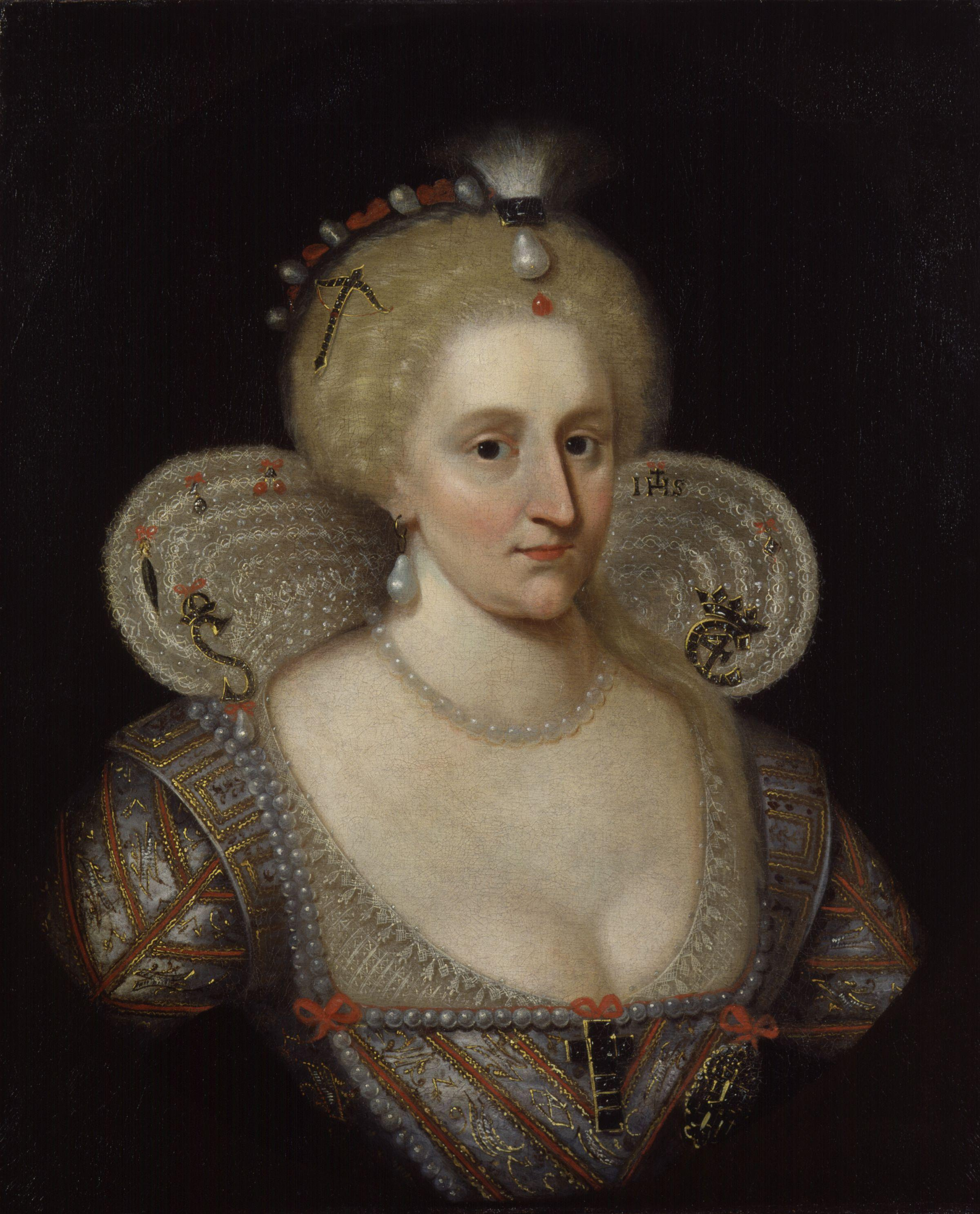
Ana da Dinamarca em 1617 por Paul Van Somer.

Em Londres, Ana adopta um estilo de vida cosmopolita enquanto Jaime prefere refugiar-se da capital no seu chalé de caça em Royston. O capelão de Ana, Godfrey Goodman, resume mais tarde a relação real: “O próprio rei era um homem muito casto e havia pouco na rainha que o tornasse dedicado a ela; contudo amavam-se como marido e mulher conseguiam, quando não viviam juntos.”  Ana muda-se para o Palácio de Greenwich e depois para Somerset House que rebaptiza de Casa da Dinamarca. Depois de 1607, Ana e Jaime raramente vivem juntos, numa altura em que a rainha tinha já tido sete crianças e sofrido pelo menos três abortos espontâneos. Após a curta vida da sua última bebé, Sofia, em 1607, Ana decide que não quer ter mais filhos, algo que pode ter aumentado ainda mais a distância entre o casal.
A morte do príncipe Henrique em 1612, aos dezoito anos de idade, provavelmente de tifo, e a partida da princesa Isabel de dezasseis anos para se casar com o eleitor Frederico V do Palatinado em Abril de 1613, contribuem para enfraquecer mais ainda os laços entre Ana e Jaime. A morte de Henrique constitui um golpe particularmente duro para Ana; o embaixador veneziano é aconselhado a não prestar os seus pêsames à rainha “uma vez que ela não aguenta que o mencionem; nem o recorda alguma vez sem uma abundância de lágrimas e suspiros." A partir desta altura, a saúde de Ana começa a deteriorar-se, levando-a a afastar-se do centro das actividades políticas e culturais, organizando o seu último baile de máscaras conhecido em 1604, depois do qual deixa de manter uma corte nobre. A sua influência sobre Jaime começa a enfraquecer visivelmente, visto que este se torna abertamente dependente de favoritos poderosos.

### Reacção aos favoritos
Apesar de Jaime sempre ter escolhido favoritos masculinos entre os seus cortesãos, nesta altura começa a encorajá-los a desempenhar um papel no governo. Ana reage de forma muito diferente aos dois mais poderosos que dominaram a segunda metade do reinado inglês, Robert Carr, conde de Somerset e George Villiers, o futuro duque de Buckingham. Odiava Carr,  mas encorajou a subida ao poder de Villiers, que Jaime viria a nomear duque no quarto da rainha, e cria uma amizade com ele, chamando-lhe o seu “cão”. Mesmo assim, Ana sente-se cada vez mais ignorada após a subida ao poder de Buckingham e torna-se numa figura cada vez mais solitária perto do final da sua vida.

## Religião

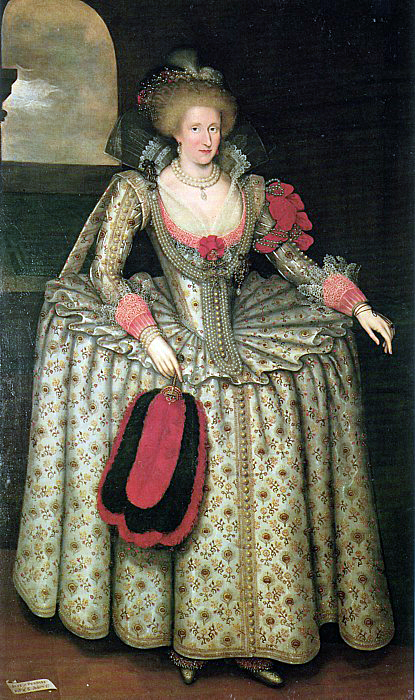
Ana em 1611 por Marcus Gheeraerts.

Outra fonte de discórdia entre Ana e Jaime é a questão da religião; por exemplo, Ana absteve-se da comunhão anglicana durante a sua coroação. A rainha tinha sido criada como luterana, mas pode ter-se convertido discretamente ao catolicismo em alguma altura, um cenário político embaraçoso que alarma ministros da igreja protestante escocesa e levanta suspeitas na Inglaterra anglicana.
A rainha Isabel I também se preocupa com esta possibilidade e envia várias mensagens a Ana, avisando-a para que não desse ouvidos a conselheiros papistas e pedindo nomes de qualquer pessoa que a tentasse converter; Ana responde que não há necessidade de dar nomes já que todos os esforços nesse sentido tinham falhado. Ana chega a ser alvo de críticas por parte da igreja protestante escocesa por manter Henrietta Gordon, esposa do católico exilado George Gordon, marquês de Huntly, como confidente. após o regresso de Huntley em 1596, o padre de St. Andrews David Black apelida Ana de ateísta e afirma durante um sermão que "a rainha da Escócia era uma mulher por quem, em nome da moda, o clérigo pode ter rezado, mas de quem não se poderia esperar nenhum bem." 
Quando o antigo informante, Sir Anthony Standen é descoberto levando um terço a Ana, prenda do papa Clemente VIII, em 1608, Jaime prende-o na Torre de Londres durante dez meses. Ana mostra a sua irritação para com o presente, mas eventualmente consegue obter a libertação de Standen.
Tal como Jaime, Ana viria a apoiar partidos católicos para ambos os filhos e a sua correspondência com uma das possíveis noivas, a infanta espanhola Maria Ana, incluía um pedido para que dois frades fossem enviados para Jerusalém para rezarem por ela e pelo rei. O próprio papado nunca teve a certeza de que lado estaria Ana; em 1612 o papa Paulo V aconselha um núncio: “Não considerando a inconsistência daquela rainha e as muitas mudanças que realizou em questões religiosas e mesmo na possibilidade de que seja verdade que seja católica, uma pessoa não deve fazer qualquer julgamento." 

## Corte e política

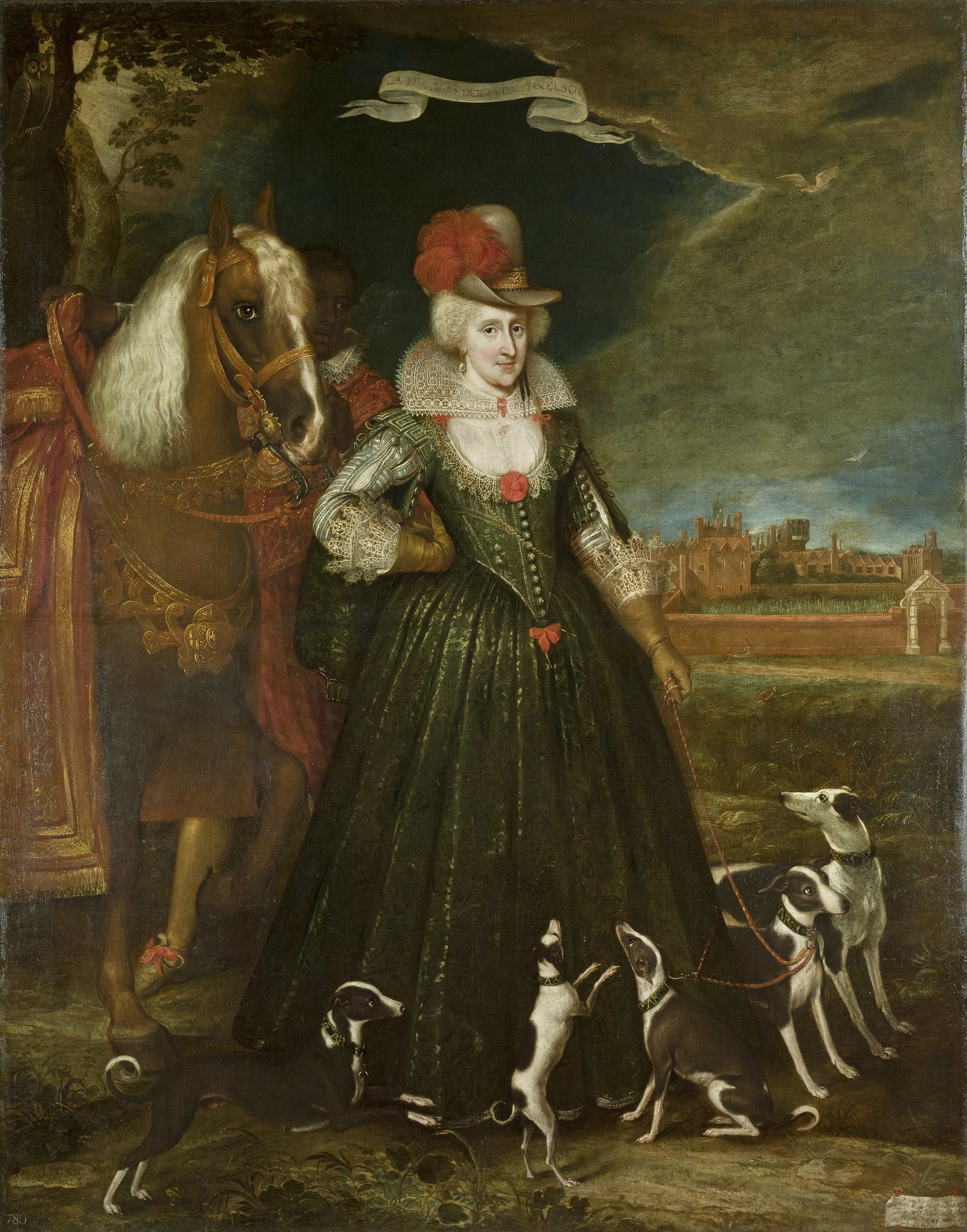
Ana da Dinamarca.

Na Escócia, Ana explora divisões na corte para seu beneficio, particularmente apoiando inimigos do conde de Mar. Como resultado, Jaime não lhe conta segredos de estado. Henry Howard, um homem activo na diplomacia mais secreta relacionada com a sucessão inglesa, relembrava frequentemente Jaime que apesar de Ana possuir todas as virtudes, Eva tinha sido corrompida pela serpente. Na prática, Ana interessava-se pouco pela política mais importante a não ser que esta dissesse respeito aos seus filhos ou amigos.
Em Inglaterra Ana vira-se largamente da política para as actividades artísticas. Apesar de participar completamente na vida da corte de Jaime e de manter a sua própria corte, onde recebia frequentemente aqueles que não eram aceites pelo marido, raramente escolhia lados na política contra ele. Quaisquer que fossem as dificuldades que tinham em privado, a rainha provou ser uma boa possessão para Jaime em Inglaterra, levando uma conduta discreta e graciosa em público. Ana teve um papel crucial, por exemplo, em convencer visitantes e embaixadores estrangeiros do prestígio da dinastia Stuart e das suas ligações dinamarquesas.
O enviado veneziano, Nicolo Molin, escreveu a seguinte descrição de Ana em 1606:
| “ | É inteligente e prudente; e tem conhecimento das desordens do governo, no qual não tem nenhum papel, apesar de muitos acreditarem que, como o rei lhe é muito devoto, ela pode ter um papel mais importante do que o que deseja. Mas é jovem e imune aos problemas; vê que aqueles que governam desejam ser deixados em paz e então professa indiferença. Tudo o que faz é pedir favores para outras pessoas. É muito gentil para quem a apoia, mas por outro lado é terrível, orgulhosa e insuportável para aqueles de quem não gosta. | ” |

### Reputação
Ana é tradicionalmente vista pelos historiadores, que enfatizam a sua trivialidade e extravagância, com desdém. Juntamente com Jaime, há uma tendência por parte da tradição histórica para lhe dar pouca importância, tradição essa que começa com os historiadores anti-Stuart em meados do século XVII, que viam no comodismo e vaidade da corte jacobina as origens da Guerra Civil inglesa. O historiador David Harris Wilson, nos seus instintos liberais, dá o seguinte veredicto condenatório na sua biografia de Jaime de 1956: "Ana tinha pouca influência sobre o seu marido. Não conseguia partilhar dos seus interesses intelectuais e confirmava a adversão ridícula com a qual Jaime via as mulheres. Valha-nos Deus! O rei casou-se com uma esposa estúpida.”   A biógrafa do século XIX, Agnes Strickland condena as acções de Ana para ganhar a custódia do príncipe Henrique: “O carácter de Ana da Dinamarca deve ter sido muito baixo aos olhos de todos, tanto como mulher como rainha por ter (…) preferido ceder o mero instinto da maternidade com o risco de envolver o marido, o filho e o seu reino no conflito e miséria de um bem-estar pouco natural." 
Contudo, nas últimas duas décadas tem havido uma reavaliação de Jaime como um governante capaz que alargou o poder real na Escócia e manteve os seus reinos em paz durante o seu reinado, que tem sido acompanhada por uma reavaliação de Ana como uma figura política influente e mãe assertiva, pelo menos no período em que o casamento real permaneceu estável. John Leeds Barroll defende na sua biografia cultural de Ana que as suas intervenções políticas na Escócia foram mais significantes, e certamente mais incómodas do que o que foi anteriormente dito; e Clare McManus, entre outros historiadores culturais, destaca a influência de Ana no florescer cultural jacobino, não só como mecenas de escritores e artistas, mas também como uma artista em nome próprio.

## Mecenas das artes

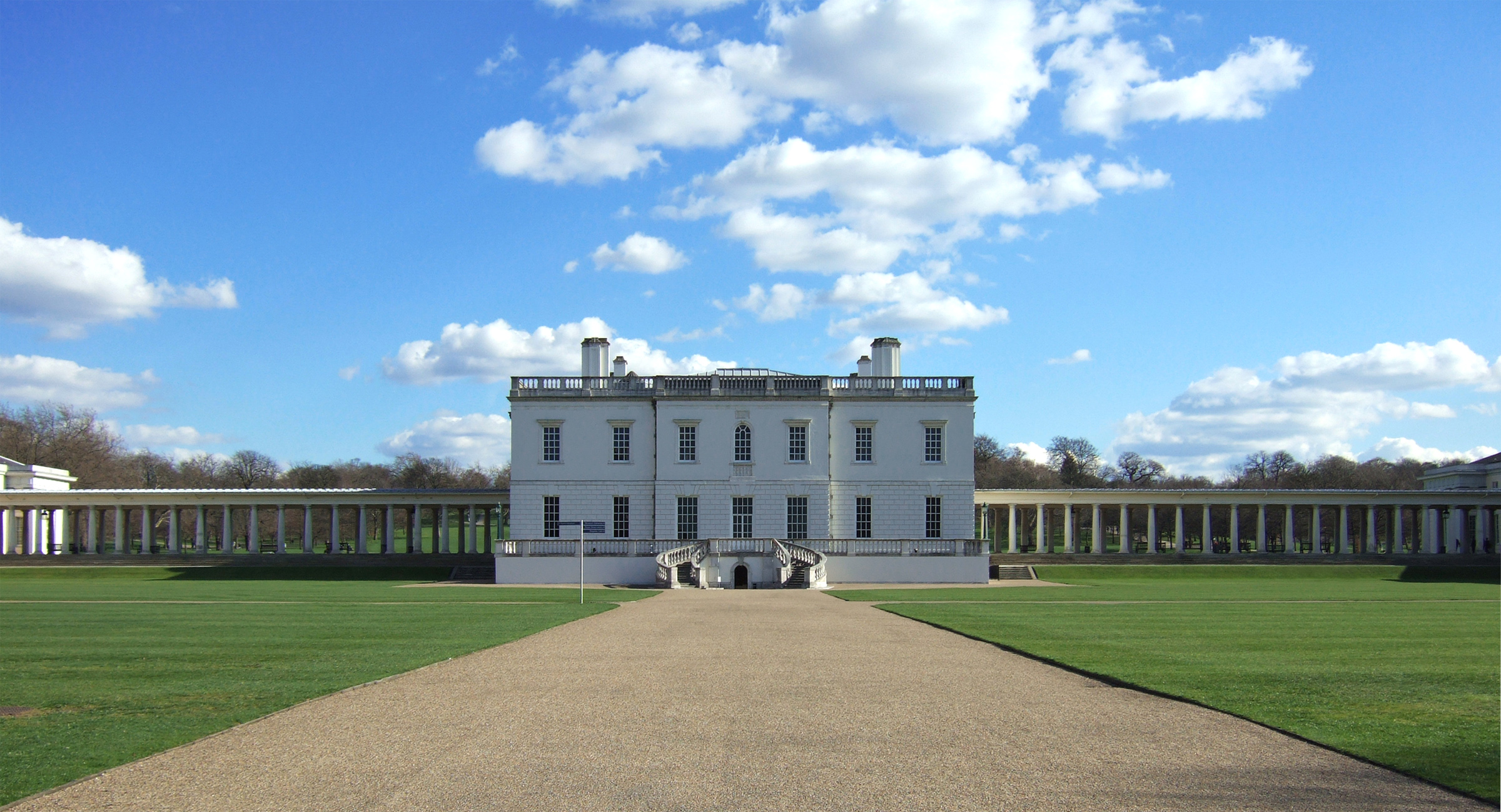
A casa da rainha em Greenwich.

Ana partilha com Jaime o defeito da extravagância, apesar de ter levado vários anos a gastar o seu vasto dote. Adorava danças e concursos de beleza, actividades geralmente condenadas pela igreja presbiteriana escocesa, mas que tinham muito sucesso na Londres jacobina, onde a rainha cria um clima cultural "rico e hospitaleiro" na corte real, torna-se uma frequentadora assídua do teatro e organiza festas de máscaras prodigiosas. Sir Walter Cope, quando lhe é pedido por Robert Cecil para escolher uma peça para a rainha durante a visita do duque Ulrich de Holstein, escreve, "Burbage esteve aqui e diz que não existe nenhuma peça recente que a rainha não tenha visto, mas renovaram uma antiga chamada "Love's Labour's Lost" que, diz ele, pela sua perspicácia e júbilo, a agradaram tremendamente.”  Os bailes de mascaras de Ana, marcados por uma grande escala de representações dramáticas e espectáculo, são muito frequentados por embaixadores e dignitários estrangeiros, servindo como uma demonstração poderosa da importância da coroa inglesa na Europa. Zorzi Giustinian, embaixador veneziano, escreve no Natal de 1604 sobre um baile de máscaras que “na opinião de todos, não existe outra corte que tenha mostrado tanta pompa e riqueza.” 
Os bailes de mascaras de Ana foram responsáveis por quase todas as actuações femininas nas primeiras duas décadas do século XVII e são vistos como cruciais na história da representação feminina. Por vezes Ana representa com as suas senhoras, ofendendo ocasionalmente os membros da audiência. Em “The Vision of the Twelve Goddesses” de 1604, tem o papel de Pallas Atenas, usando uma túnica que alguns observadores acham demasiado curta; em "The Masque of Blackness" de 1605, Ana representa estando grávida de seis meses, causando escândalo quando aparece juntamente com as suas senhores com a pele pintada de “blackamores”. O escritor de cartas Dudley Carleton reporta que quando a rainha dança depois com o embaixador espanhol, este beija-lhe a mão, "mesmo apesar de haver perigo de que a tinta lhe deixasse uma marca nos lábios”. Ana contrata os maiores talentos da época para criar as suas máscaras, incluindo Ben Jonson e Inigo Jones.
Jones, um arquitecto de talento e de gosto europeu, também é responsável pelo projecto da casa da rainha em Greenwich, construída para Ana, um dos primeiros edifícios palladianos em Inglaterra; e o inventor dinamarquês Salomon de Caus organizou os seus jardins de Greenwich e Somerset. Ana gostava principalmente de música e foi mecenas do compositor luterano John Dowland, antes empregado na corte do seu irmão na Dinamarca, bem como um número "mais do que generoso” de músicos franceses.
Ana também se torna mecenas de artistas como Paul van Somer, Isaac Oliver e Daniël Mijtens que lideraram o gosto inglês por artes visuais na sua geração. Com Ana, a Colecção Real (Royal Collection) começa expandir-se, uma tendência seguida pelo seu filho Carlos. O historiador Alan Stewart sugere que muitas das tendências vistas como jacobinas podem ser mais identificadas com os contributos de Ana do que com os de Jaime que “adormeceu durante algumas das mais celebradas peças inglesas”.

## Morte
Em finais de 1617, os períodos de doença de Ana tornam-se mais frequentes e debilitantes; o escritor de cartas John Chamberlain relata que “a rainha ainda continua mal disposta e apesar de colocar todas as queixas na gota, a maioria dos médicos teme que a doença ou estado se esteja a espalhar por todo o seu corpo.” Em Janeiro de 1619, o médico real Sir Theodore de Mayerne aconselha Ana a serrar madeira para melhorar a sua circulação sanguínea, mas estas actividades pioram ainda mais o seu estado de saúde. Jaime visita Ana apenas três vezes durante a sua doença final, apesar de o príncipe Carlos dormir frequentemente no quarto adjunto ao da rainha em Hampton Court e estar a seu lado durante as suas horas finais, quando a mãe tinha já perdido a visão. Também com ela até ao fim esteve a sua criada, Anna Roos, que a tinha acompanhado da Dinamarca em 1590. A rainha Ana morre aos quarenta e quatro anos de idade, no dia 2 de Março de 1619 de um edema grave.
Apesar de ter negligenciado Ana nos seus últimos anos de vida, Jaime fica muito afectado pela sua morte. Não a tinha visitado durante os seus últimos dias, nem esteve presente no seu funeral, estando também ele doente, com sintomas que incluíam “desmaios, enjoos, pavor, tristeza incrível…”  Na autópsia descobriu-se que Ana estava “muito estragada por dentro, principalmente o fígado”. Depois de um prolongado atraso, Ana é enterrada no capela do rei Henrique na Abadia de Westminster, no dia 13 de Maio de 1619. A sepultura, criada por Maximilian Colt, foi destruída durante a guerra civil.

## Descendência
- Henrique Frederico (1594 - 1612), Duque de Rothesay desde seu nascimento e com a ascensão de seu pai ao trono inglês, duque de Cornualha (1603) e príncipe de Gales (1610).
- Aborto espontâneo (1595).
- Isabel (1596 - 1662), casada com Frederico V, eleitor palatino e pretendente ao trono da Boémia.
- Margarida (1598 - 1600).
- Carlos (1600 - 1649), nomeado duque de Albany (1603) e de York (1605); rei da Inglaterra como Carlos I, sucedendo seu pai devido à morte de seu irmão maior.
- Roberto (1602), nomeado duque de Kintyre.[113].
- Aborto espontâneo (1603).
- Maria (1605 - 1607).
- Sofia de Inglaterra (1606).